# Nevada State Route 373
Nevada State Route 373 (ook SR 373 of Death Valley Junction Road) is een 26 kilometer lange state route  in de Amerikaanse staat Nevada, die van de plaats Amargosa Valley naar de grens van met Californië loopt. De gehele state route ligt binnen Nye County. State Route 373 begint bij U.S. Route 95 bij de verzorgingsplaats Amargosa Valley Rest Area en loopt door de Amargosa Desert naar de staatsgrens, waar de weg verdergaat onder de naam California State Route 127. Gemiddeld rijden er dagelijks 550 voertuigen over State Route 373 (2013).
De destijds onverharde weg verscheen voor het eerst als state route op de kaart in het jaar 1933 en had toen het nummer 29. In 1935 was het traject van de state route gewijzigd en was de weg verhard. In 1967 werd de nummering van wegen in Nevada veranderd, waardoor de weg zijn huidige nummer kreeg.